# TV1 (Tanzania)
TV1 är en tanzanisk tv-kanal som ägs av svenska MTG. De sänder en blandning av nyheter, underhållningsprogram och inköpta filmer och TV-serier. Kanalen riktar sig till åldersgruppen 15-49 år och har ett särskilt fokus på kvinnliga tittare.
Kanalen lanserades i januari 2014 och blev då Tanzanias första reklamfinansierade tv-kanal.